# كأس نيوزيلندا 1948
كأس نيوزيلندا 1948 (بالإنجليزية: 1948 Chatham Cup) هو موسم من كأس نيوزيلندا. فاز فيه Christchurch Technical ‏.